# 1996 en Ontario
Chronologie de l'Ontario
- 1992
- 1993
- 1994
- 1995
- 1996
- 1997
- 1998
- 1999
- 2000

Cette page concerne des événements d'actualité qui se sont produits durant l'année 1996 dans la province canadienne de l'Ontario.

## Politique
- Premier ministre : Mike Harris du parti progressiste-conservateur de l'Ontario.
- Chef de l'Opposition :
- Lieutenant-gouverneur :
- Législature : 36e

## Décès
- Léo Landreville (en), 24e maire (en) de Sudbury (° 23 février 1910).
- 5 mai : Salli Terri (en), chanteur et compositeur (° 3 septembre 1922).
- 22 mai : Robert Christie (en), acteur (° 20 septembre 1913).
- 11 juin : George Hees, député fédéral de Broadview (1950-1963), Prince Edward—Hastings (1968-1979) et Northumberland (1965-1968, 1979-1988) (° 17 juin 1910).
- 5 juillet : Fred Davis (en), animateur (° 10 août 1921).
- 23 octobre : Thomas Ide (en), éducateur et président du fondateur de TVOntario (° 20 février 1919).
- 28 octobre : Reuben Baetz (en), député provincial d'Ottawa-Ouest (1977-1987) (° 9 mai 1923).
- 18 novembre : John Josiah Robinette (en), avocat (° 20 novembre 1906).